# 香港の囲村
香港の囲村（ホンコンのワイチュン）では、現在の中華人民共和国香港特別行政区に所在する囲村（外周を防壁で固め、望楼等を設けて外敵の侵入に備えた集落。繁体字: 圍村、英語: Walled Villages）について述べる。香港においてはその多くが新界に所在し、村落を構成するサブ・エスニシティに応じて「本地囲」と「客家囲」とに大別される。「本地囲」は本地人（囲頭人）による囲村を、「客家囲」は客家による囲村を指す。

## 背景
明代、香港を含めた中国大陸沿海部では海賊が猖獗を極め、住民は自衛のために家屋の周囲を低い石塀で囲み、盗賊に対抗した。当時建てられた粉嶺龍躍頭の老囲が、香港では最初期の囲村である。また、清初になると台湾を拠点に反清を掲げる鄭氏政権の補給を断つために「遷海令」が強制され、沿海部は無人化し荒廃した。無人化した土地は海賊・山賊の根拠地となり、その被害は一層深刻になった。
康熙八年（1669年）には遷界が漸次緩和されると、本地人は旧地に帰ることが許されたが、この頃には客家人も内地の山間部から香港に移り始めており、本来は本地人のものだった土地に定住していた。乾隆、嘉慶年間には、新界に移住する客家が更に増加し、客家集落と本地人集落とはしばしば隣り合うことになった。本地と客家の両者は共に言語、風習が異なるためにしばしば摩擦を生じていたが、さらに土地の分配にまつわる利益が紛争の種となったことで土客械闘が発生した。倭寇・海賊の略奪のみならず、近隣村落同士の紛争もまた、集落自体を要塞化する背景となったのである。

## 特徴

### 本地囲
「本地囲」の本地人は、家族毎に独立した家屋に住み、その周囲を高い防壁で囲っている。防壁の基礎には強固な花崗岩を用い、壁材には青レンガが積み上げられており、また各辺の壁面には銃眼が開けられていた。囲村内の建築は整然としており、明瞭な中軸線があり、祠堂がその終端部に設けられていた。門外には堀が巡らせてあり、囲門には鉄製の環を鎖状に取り付けたもの（繁体字: 連環鐵門）や、閂を水平方向に並べたもの（木條橫柵門）が用いられた。

### 客家囲
頻発する土客械闘を受けて、一方の客家では次第に故郷の山間部に見られる囲龍屋のデザインに倣い、長屋状の住居群それ自体を防壁とした「囲屋」を建築し、一族で集住することで械闘時の防衛にあたるようになった。
「客家囲」のデザインは主には多くの家屋を組み合わせて形成する囲屋群である。家屋の壁面は特に分厚く、窓は特に小さくなっていおり、一部の長屋の壁面が囲村自体の防壁を構成している。四隅に炮楼（圍斗、瞭望台、更楼などともいう)が設けられた囲屋も存在する。

## 香港の囲村一覧

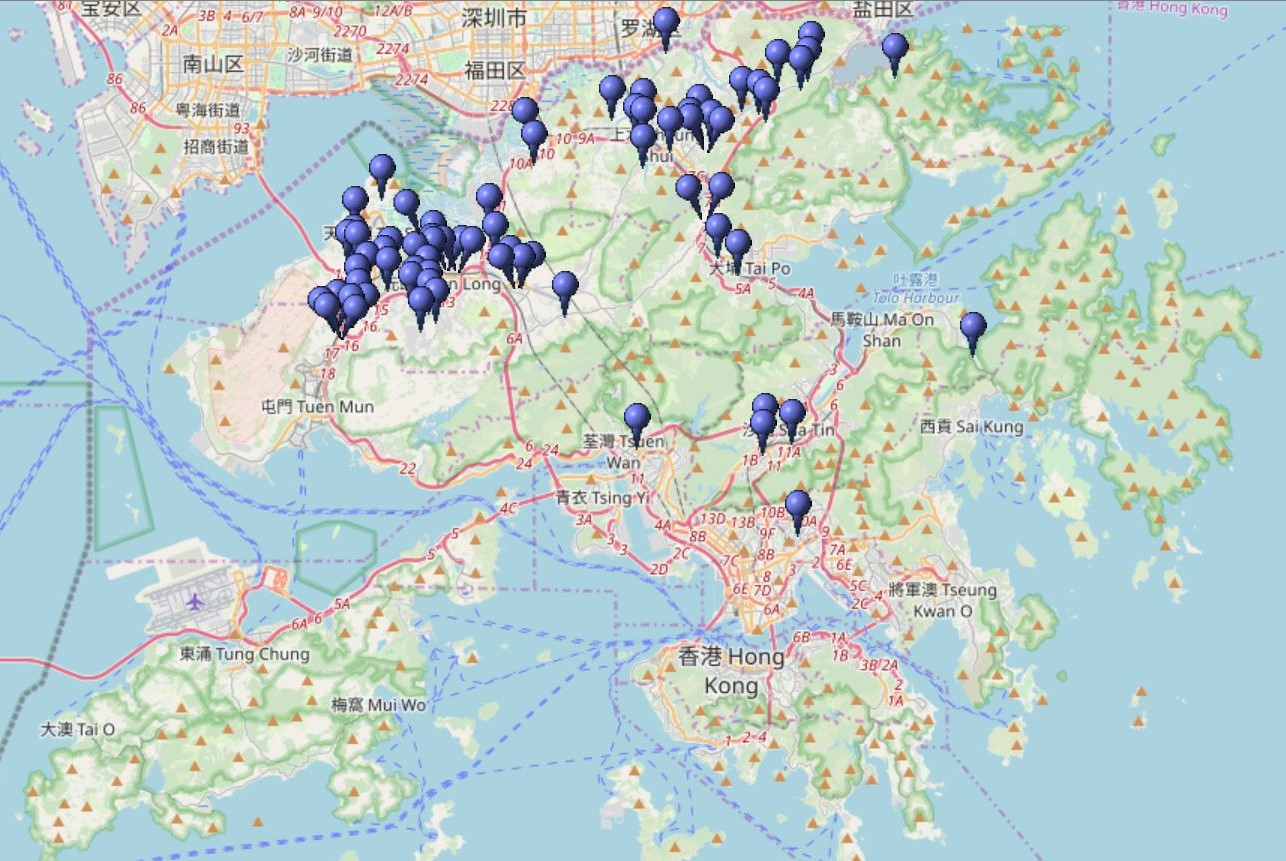
香港における囲村の分布

| 名称         | 別名・俗称   | 写真 | 地域         | 類型                           | 備考                                   |
| 九龍         | 九龍         | 九龍 | 九龍         | 九龍                           | 九龍                                   |
| ------------ | ------------ | ---- | ------------ | ------------------------------ | -------------------------------------- |
| 衙前圍       | 餘慶圍       |      | 新蒲崗       | 本地囲村                       | 2016年に立ち退きが行われ、再開発を待つ |
| 新界         |              |      |              |                                |                                        |
| 烏溪沙村     |              |      | 沙田烏渓沙   | 客家囲村                       |                                        |
| 沙田圍       | 沙田村       |      | 沙田沙田囲   | 雑姓客家村                     | 防壁現存せず                           |
| 曾大屋       | 山廈圍       |      | 沙田沙田囲   | 典型客家囲村                   |                                        |
| 大圍         | 積存圍       |      | 沙田大囲     | 本地囲村                       |                                        |
| 田心圍       | 田心村       |      | 沙田大囲     | 雑姓本地囲村                   |                                        |
| 三棟屋       |              |      | 荃湾         | 客家囲屋                       | 現三棟屋博物館                         |
| 楊小坑村     |              |      | 屯門         | 客家囲村                       |                                        |
| 良田村       |              |      | 屯門         | 客家囲村                       |                                        |
| 黃家圍       |              |      | 屯門         | 客家囲村                       |                                        |
| 虎地村       |              |      | 屯門         | 客家囲村                       |                                        |
| 麒麟圍       |              |      | 屯門         | 雑姓客家囲村                   |                                        |
| 寶塘下村     |              |      | 屯門         | 本地囲村                       |                                        |
| 紫田村       |              |      | 屯門         | 本地村および客家囲村           |                                        |
| 子田圍       | 子屯圍       |      | 屯門         | 客家囲村                       |                                        |
| 屯子圍       | 田子圍       |      | 屯門藍地     | 本地囲村                       |                                        |
| 青磚圍       | 麥園圍       |      | 屯門藍地     | 本地囲村                       |                                        |
| 藍地村       | 永安村       |      | 屯門藍地     | 本地囲村                       | 防壁なし                               |
| 泥圍         | 黃崗圍       |      | 屯門藍地     | 本地囲村                       |                                        |
| 順風圍       | 順豐圍       |      | 屯門藍地     | 本地囲村                       |                                        |
| 鍾屋村       | 廣田圍       |      | 屯門藍地     | 本地囲村                       |                                        |
| 橋頭圍       |              |      | 元朗屏山     | 本地囲村                       |                                        |
| 灰沙圍       |              |      | 元朗屏山     | 本地囲村                       |                                        |
| 上璋圍       | 上章圍       |      | 元朗屏山     | 本地囲村                       |                                        |
| 石埔村       | 石步圍       |      | 元朗屏山     | 本地囲村                       |                                        |
| 欖口村       |              |      | 元朗屏山     | 本地囲村                       |                                        |
| 山下村       | 山廈村       |      | 元朗屏山     | 本地囲村                       |                                        |
| 水邊圍       | 鴨乸圍       |      | 元朗橫洲     | 本地囲村                       | 門・防壁なし                           |
| 中心圍       | 忠心圍       |      | 元朗橫洲     | 本地囲村                       |                                        |
| 大井圍       |              |      | 元朗橫洲     | 本地囲村                       |                                        |
| 吳屋村       |              |      | 元朗橫洲     | 本地囲村                       | 囲門のみ現存                           |
| 沙江圍       | 蚺蛇鬱       |      | 元朗厦村     | 本地囲村                       |                                        |
| 輞井圍       |              |      | 元朗厦村     | 本地囲村                       |                                        |
| 田心         | 田心圍       |      | 元朗厦村     | 本地囲村                       |                                        |
| 錫降圍       |              |      | 元朗厦村     | 本地囲村                       |                                        |
| 祥降圍       | 老圍         |      | 元朗厦村     | 本地囲村                       |                                        |
| 南邊圍       |              |      | 元朗十八鄉   | 本地囲村                       |                                        |
| 西邊圍       |              |      | 元朗十八鄉   | 本地囲村                       |                                        |
| 大圍         |              |      | 元朗十八鄉   | 本地囲村                       |                                        |
| 英龍圍       |              |      | 元朗十八鄉   | 本地囲村                       |                                        |
| 馬田村       |              |      | 元朗十八鄉   | 本地囲村                       |                                        |
| 田寮村       |              |      | 元朗十八鄉   | 本地囲村                       |                                        |
| 木橋頭村     |              |      | 元朗十八鄉   | 本地囲村                       |                                        |
| 水蕉新村     |              |      | 元朗十八鄉   | 本地囲村に類似する様式の客家村 |                                        |
| 楊家村       |              |      | 元朗十八鄉   | 客家囲屋                       |                                        |
| 吉慶圍       | 灰沙圍       |      | 元朗錦田     | 本地囲村                       |                                        |
| 泰康圍       |              |      | 元朗錦田     | 本地囲村                       |                                        |
| 永隆圍       |              |      | 元朗錦田     | 本地囲村                       |                                        |
| 沙埔村       |              |      | 元朗錦田     | 本地囲村                       |                                        |
| 合山圍       | 蓮花地       |      | 元朗八鄉     | 本地囲村                       |                                        |
| 東鎮圍       |              |      | 元朗新田     | 本地囲村                       |                                        |
| 仁壽圍       | 老圍         |      | 元朗新田     | 本地囲村                       |                                        |
| 永平村       |              |      | 元朗新田     | 本地囲村                       |                                        |
| 石湖圍       |              |      | 元朗新田     | 本地囲村                       |                                        |
| 壆圍         | 壆頭圍       |      | 元朗新田     | 本地囲村                       |                                        |
| 米埔老圍     |              |      | 元朗新田     | 本地囲村                       |                                        |
| 泮涌         |              |      | 大埔大埔墟   | 雑姓本地囲村                   |                                        |
| 大埔頭水圍   | 大埔頭老圍   |      | 大埔太和     | 本地囲村                       |                                        |
| 中心圍       | 青磚圍       |      | 大埔泰亨     | 本地囲村                       |                                        |
| 灰沙圍       |              |      | 大埔泰亨     | 本地囲村                       |                                        |
| 梧桐寨       |              |      | 大埔梧桐寨   | 客家囲村                       |                                        |
| 企嶺下老圍   |              |      | 西貢北十四鄉 | 客家囲屋                       |                                        |
| 企嶺下新圍   |              |      | 西貢北十四鄉 | 客家囲屋                       |                                        |
| 蠔涌         |              |      | 西貢蠔涌     | 本地囲村                       |                                        |
| 上窰         |              |      | 西貢北潭涌   | 客家囲屋                       | 現上窰民俗文物館                       |
| 高塘         |              |      | 西貢高塘     | 本地囲村                       |                                        |
| 白沙澳       | 白沙凹       |      | 西貢北白沙澳 | 客家囲屋                       |                                        |
| 白沙澳下洋   |              |      | 西貢北白沙澳 | 客家囲屋                       |                                        |
| 麻笏圍       | 鬱蔥圍       |      | 粉嶺龍躍頭   | 本地囲村                       | 龍躍頭「五囲六村」の一つ               |
| 老圍         |              |      | 粉嶺龍躍頭   | 本地囲村                       | 龍躍頭「五囲六村」の一つ               |
| 永寧圍       | 六屋         |      | 粉嶺龍躍頭   | 本地囲村                       | 龍躍頭「五囲六村」の一つ               |
| 東閣圍       |              |      | 粉嶺龍躍頭   | 本地囲村                       | 龍躍頭「五囲六村」の一つ               |
| 新圍         | 覲龍圍       |      | 粉嶺龍躍頭   | 本地囲村                       | 龍躍頭「五囲六村」の一つ               |
| 孔嶺         |              |      | 粉嶺孔嶺     | 本地囲村                       |                                        |
| 丹竹坑老圍   | 丹竹坑       |      | 粉嶺丹竹坑   | 本地囲村                       |                                        |
| 新屋仔       |              |      | 粉嶺丹竹坑   | 客家囲村                       |                                        |
| 圍內村       | 上水圍、老圍 |      | 上水上水圍   | 客家囲村                       |                                        |
| 大頭嶺       |              |      | 上水大頭嶺   | 本地囲村                       | 防壁現存せず                           |
| 松柏塱       |              |      | 上水松柏塱   | 本地人の群居タイプの囲村       |                                        |
| 客家圍       |              |      | 上水松柏塱   | 客家囲屋                       |                                        |
| 河上鄉老圍   | 北邊圍       |      | 上水河上鄉   | 本地囲村                       |                                        |
| 河上鄉南邊圍 |              |      | 上水河上鄉   | 本地囲村                       |                                        |
| 丙崗         |              |      | 上水丙崗     | 本地囲村                       |                                        |
| 蕉徑老圍     |              |      | 上水蕉徑     | 客家囲屋                       |                                        |
| 麻雀嶺       |              |      | 沙頭角麻雀嶺 | 客家囲屋                       |                                        |
| 萬屋邊       |              |      | 沙頭角萬屋邊 | 雑姓群居タイプの客家囲屋       |                                        |
| 禾坑         |              |      | 沙頭角禾坑   | 単姓客家囲村と囲屋群           |                                        |
| 荔枝窩       |              |      | 沙頭角荔枝窩 | 大型客家囲村                   |                                        |
| 谷埔老圍     |              |      | 沙頭角谷埔   | 客家囲村                       |                                        |

出典：香港圍村調查計劃

## 著名な囲村
香港の囲村は大多数が新界に所在し、その多くが元朗（屏山、厦村、十八郷、新田を含む）、錦田（錦田および八郷）、粉嶺上水（大埔、粉嶺、上水、沙頭角、打鼓嶺を含む）、沿海の谷地（沙田、荃湾、屯門を含む）に集中している。これらは「新界五大氏族」——鄧氏、侯氏、彭氏、廖氏和文氏の集住地であった場所である。
1995年5月の蕭國健、沈思、葉慶芳『香港囲村調査報告』によれば、香港新界一帯にある131の村落を調査したところ、村名に「囲」と付くものが71村あり、囲門があるものが84村、防壁があるものが57村、防壁の四隅に更楼のあるものが21村であった。

### 吉慶囲
吉慶囲は香港の著名な本地囲村であり、元朗錦田の錦田公路そばに所在する。吉慶囲と永隆囲、泰康囲、南囲、北囲、新囲を総称して「錦田六囲」という。

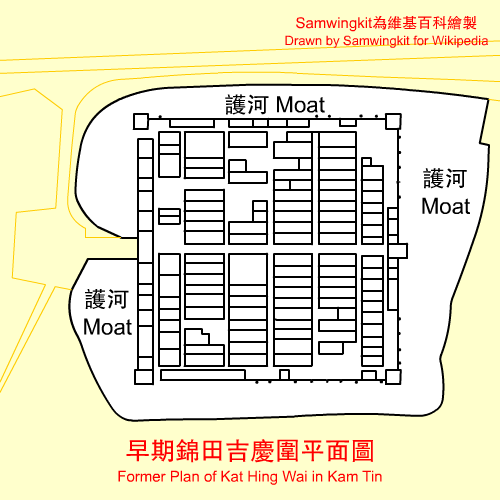
初期錦田吉慶圍の平面図

吉慶囲は長方形で、敷地は45畝（奥行き約100フィート、幅約90フィート）。囲村建築の典型で、左右対称の整然としたデザインである。鄧氏の祖先鄧符協が北宋期にこの地に定住し、その後、鄧伯経ほか2人が明成化年間（1465年～1487年）にこの囲村を築いたとされ、500年以上の歴史を有する。ここには鄧一族の子孫が400人住んでいる。
当初防壁はなかったが、清康熙初年に、海に近いこの村が海賊の略奪から自衛するため、鄧珠彦と鄧直見が高さ6メートルの青レンガ造りの防壁を増築した。城壁の基部は石造りで、防壁には銃眼があり、四隅には砲楼が設置され、門は鉄輪の扉とした。防壁の外周にはもともと1,000メートルほどの堀が巡らせてあり、これは1662年から1721年にかけて増設されたものだが、後に埋め立てられた。現在は幅数メートルの堀の一部だけが保存されている。村への出入り口はひとつしかなく、入り口の外には鄧氏の歴史を記した銅プレートが置かれている。 村内には15の神を祀る小さな廟がある。
吉慶囲はイギリスによる新界接収時、新界六日戦争では錦田住民側の抗英拠点となった（詳細は鐵門事件を参照）。
今日に至るまで、吉慶囲には18フィートの厚さをもった防壁が残っているが、街が発展するにつれて、村内の家屋は殆どが改築され、往年の雰囲気は失われている。

### 曾大屋

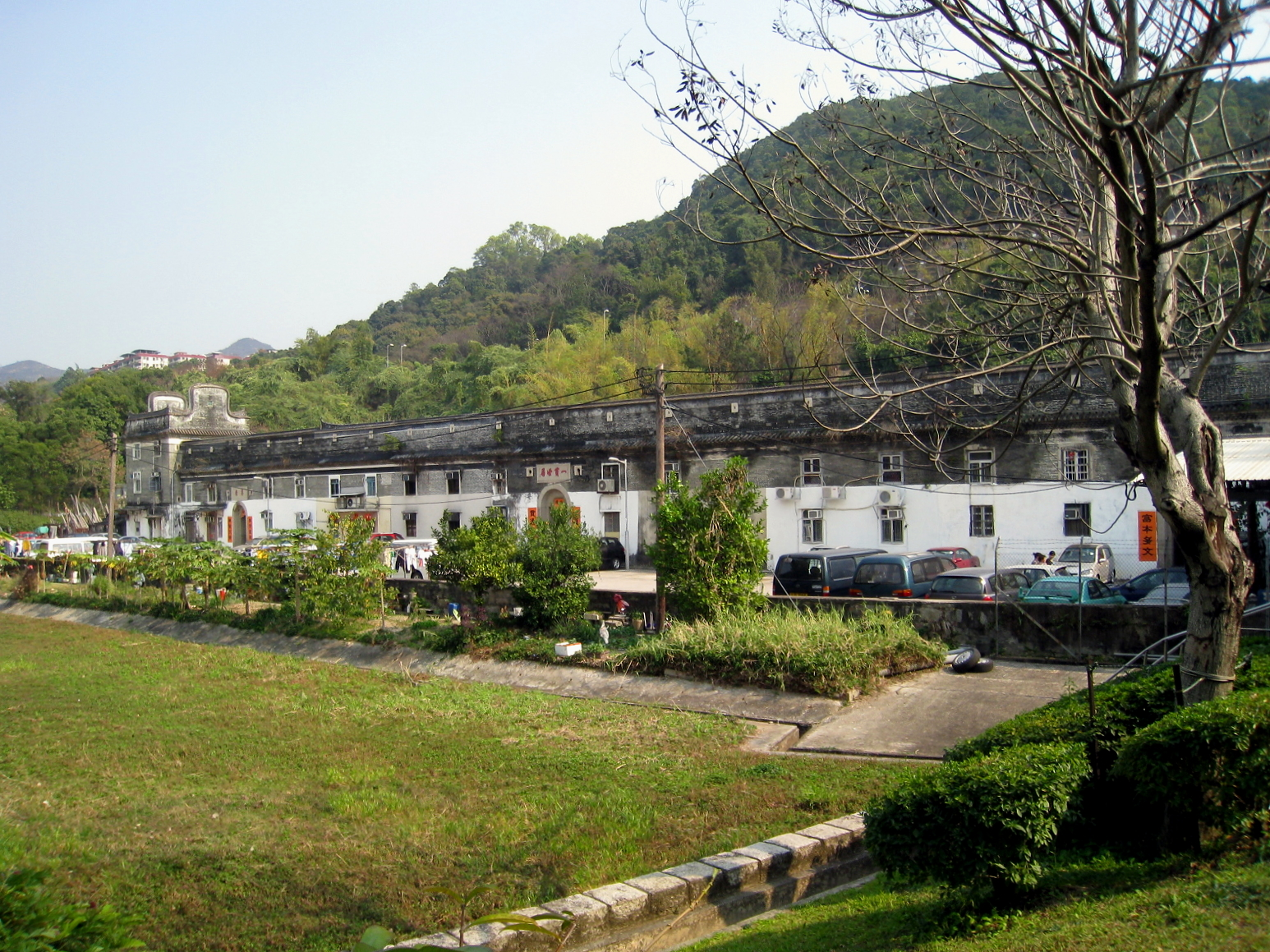
曾大屋

曾大屋（曾氏大屋。旧称に「山下囲」「山廈囲」）は、沙田博康邨そば、獅子山隧道付近に位置する。域内で最も保存状態の良い囲村のひとつであり、かつ最大規模の客家式の大規模囲屋として希少な存在である。
曾大屋は曾氏一族の住居として、曾貫萬により1848に建造された。このような大規模家屋が建設された理由として、曾貫萬が西湾河で採石場を経営しており、筲箕湾には石材工場を開設するなどして富を得ていたという話と、曾貫萬は五品官であり、ある時海賊から鹹魚の入った甕を買い取ったところ、中身が全て金銀財宝だった、という話が伝えられている。また、この囲村は第二次世界大戦時に避難民を収容したことで、「曾大屋」と尊称されるようになった。
曾大屋は長方形で総面積は6000㎢に達する。曾氏の故郷である広東省東北部五華県の建築様式が取り入れられており、城塞式の構造を持ち、防壁には花崗石、青レンガと上質な木材が使われているほか、四隅には鑊耳型の屋根を持つ三階建てのトーチカがついており、銃眼と見張り台が設けられている。また庭院内には2つの井戸がある。曾大屋は官僚を輩出した家としての拡張高い雰囲気と防衛施設としての要素とが一緒になっており、新界の他の囲村とは全く違った印象を感じさせる。

### 上水囲

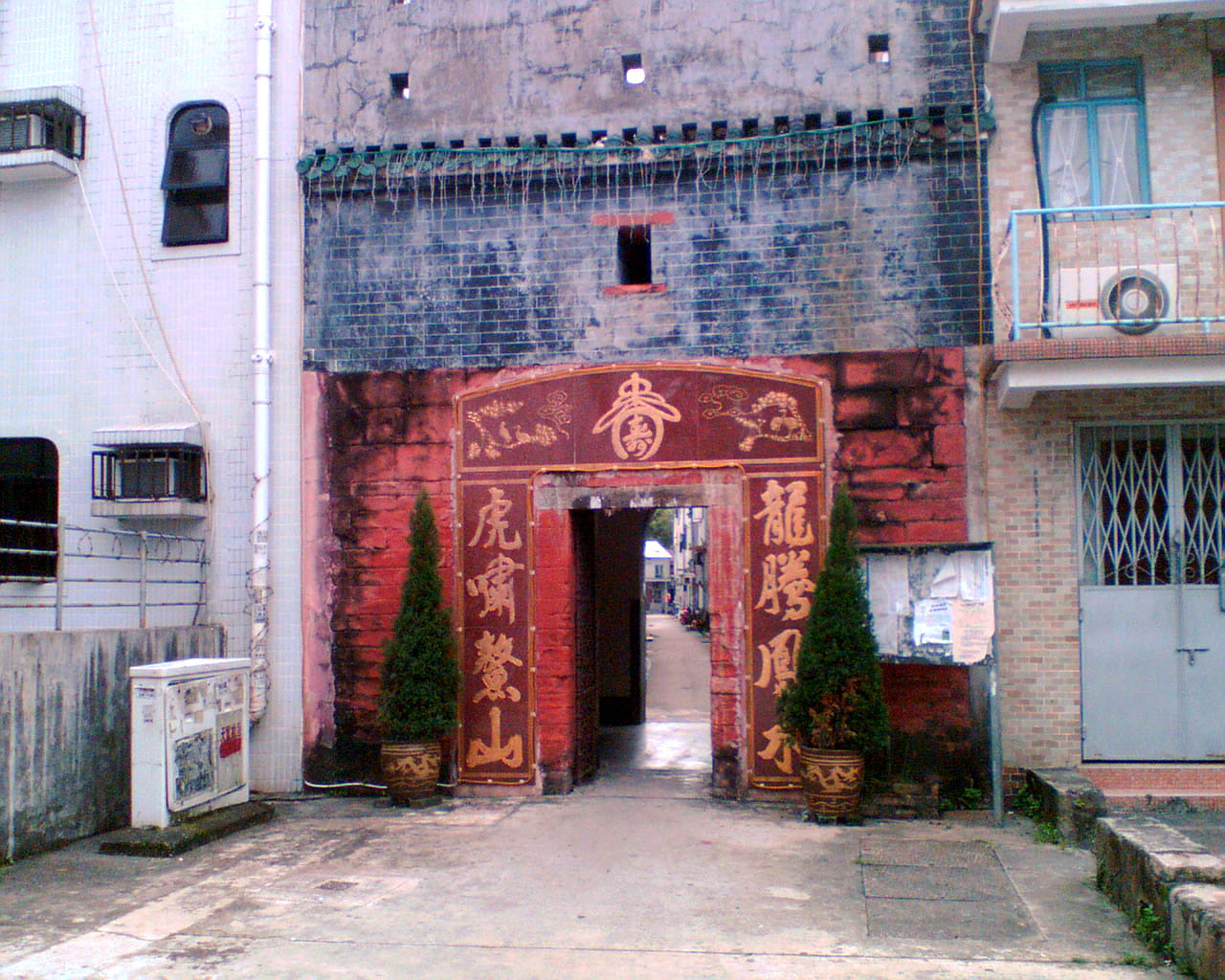
上水囲

上水囲は上水の上水里内にある囲村で、1646年に建てられた。囲村として堅牢な構造を持ち、現在もなお堀を維持しており、宗族の集住地にあっては珍しい。上水囲は廖氏一族によって建てられたもので、その祖先は元代（1271年〜1368年）に福建より南下して、この地に居を構えた。
上水郷が上水囲を中心に発展していくにつれて、上水囲は一帯を指す呼称ともなり、現在では「囲内村」と呼ばれている。上水郷内にある廖萬石堂は1751年に建てられ、保存状態・規模ともに良好な囲頭人祠堂のひとつである。1985年に法定古蹟となった。 

### 粉嶺囲

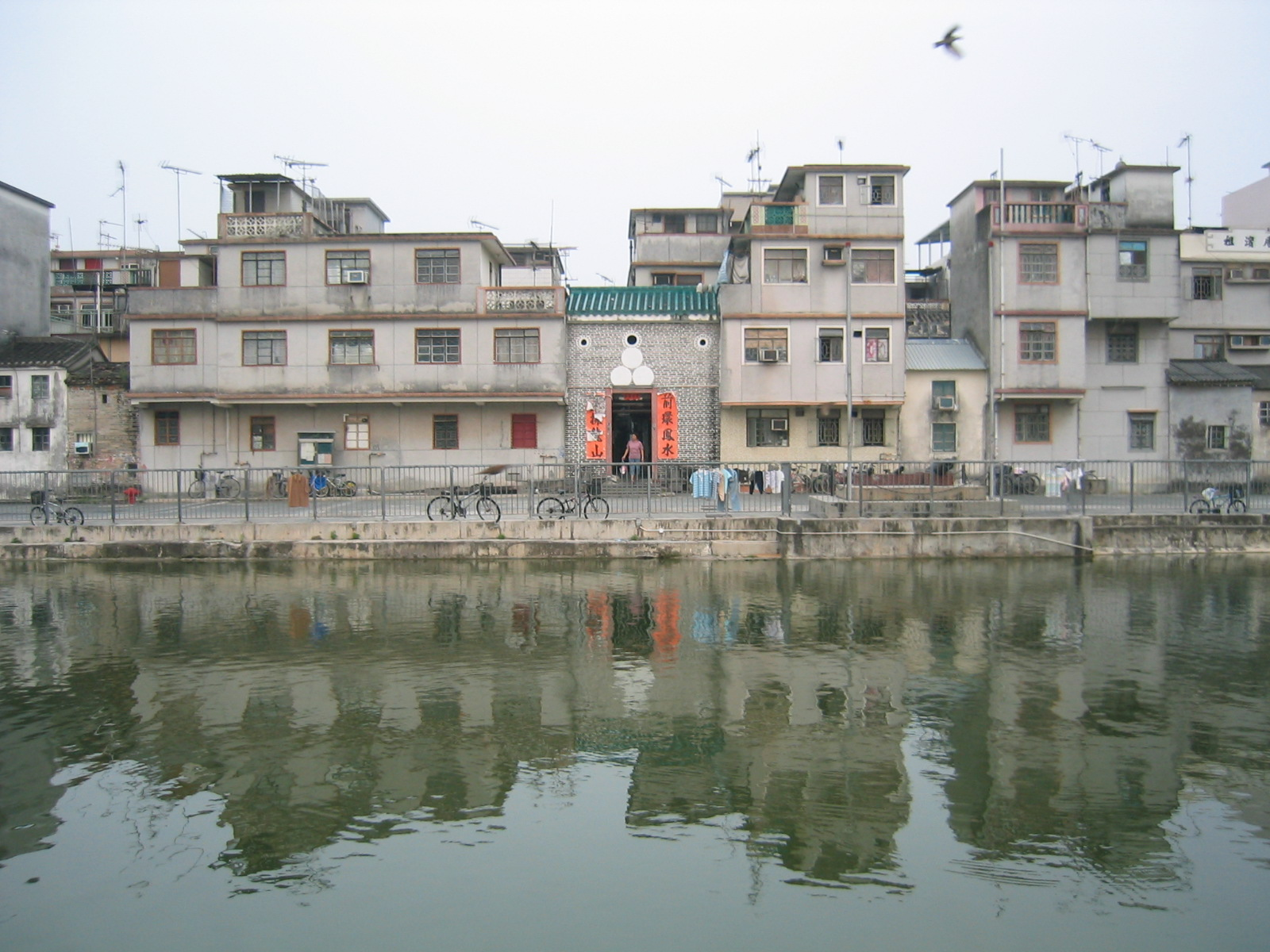
池に反射する粉嶺囲の姿

粉嶺囲は粉嶺に位置する。彭氏一族は宋末（1120〜1280年）に潮州揭陽県より移住し、700年以上前にこれを建築した。粉嶺囲は独特なため池とその配置で有名で、大砲、防壁の建築、ため池など、これらは全て明朝万暦年間には建てられており、いずれも往年の趣を残す、香港でも数少ない囲村のひとつである。
粉嶺囲近傍には思徳書室と彭氏宗祠がある。これらは再建後も清朝時代の優雅な様式を残しており、保存されている文物は非常に豊富である。

### 衙前囲村
衙前囲村は、九龍の新蒲崗東光道に位置し、東頭村に接する。九龍で最も古い村のひとつであり、都市部で唯一風景を変えていない囲村である。完全な状態の村屋、祖堂、天后廟も残されている。
衙前囲村は元末明初（1352年）に、呉、陳、李姓の人々が中原から南下して定住した村落である。かつて村には見張り台、堀、吊り橋が築かれていた。堀は日本軍政期に埋め立てられ、吊り橋も現存しない。かつて村には一村人を守るために2基の大砲が設置されていたが、後に村の入り口付近に埋められた。
衙前囲村の主な古跡は天后廟と呉氏宗廟である。毎年村内で催される齋醮に加え、10年に一度開催される太平清醮があり、祭りは数日間続いた。該村の太平清醮は1726年に始まり、最後の一回は1996年に行われた。
現在、開発業者である長江実業が、衙前囲村の土地使用権の8割を所有している。長江実業が村の買収を開始したのは1982年と古く、1993年には土地発展公司（市区重建局の前身）が村の再開発計画を発表し、2006年1月には村民と古跡の保存について合意した。